# Красний Маяк (Смоленський район)
Кра́сний Мая́к (рос. Красный Маяк) — селище у складі Смоленського району Алтайського краю, Росія. Входить до складу Верх-Обської сільської ради.

## Населення
Населення — 154 особи (2010; 154 у 2002).
Національний склад (станом на 2002 рік):
- росіяни — 91 %